# バイアムマーティン島
バイアムマーティン島（バイアムマーティンとう、Byam Martin Island）は、カナダ北極諸島北部、クイーンエリザベス諸島を構成する島のひとつ。北緯75度12分0秒 西経104度17分0秒 / 北緯75.20000度 西経104.28333度、メルヴィル島の東方に位置する。面積は 1,150 km2である。